# Vadászszőnyeg
A vadászszőnyeg udvari hajtóvadászat jeleneteit ábrázoló perzsa medalionos szőnyeg. Darabjai a szafida szőnyegművészet legritkább és legnagyobb becsben tartott emlékei. A kisebb darabokat és töredékeket nem számítva összesen csak öt darabot őriznek a világ múzeumaiban, egy gyapjú csomózásút, a többi selyem.
A gyapjú csomózásút a milánói Poldi-Pezzoli Múzeumban őrzik, ez a legkorábbi, felirata szerint 1542-ben készült. A bécsi példányt Nagy Péter cár ajándékozta I. Lipótnak. A müncheni példányt arany- és ezüstszálakkal szőtték át, egy lengyel hercegnő hozományával került Münchenbe, valószínűleg a 17. század elején készült, Abbász sah uralkodása alatt. Mint a klasszikus perzsa szőnyegek, valamennyi díszítési rendszere medalionos.
Motívumkezelésük asszír-babilóniai hatásokra utal. Megjelenik a kínai eredetű főnix, sárkány és kilin, emellett tigrisek, teknősök, sakálok, vaddinsznók, rókák, nyulak, majmok, kígyók, papagájok, fácánok, sasok, libák, kacsák, többfajta énekesmadár előfordul rajtuk.